# Bruno von Hornberg

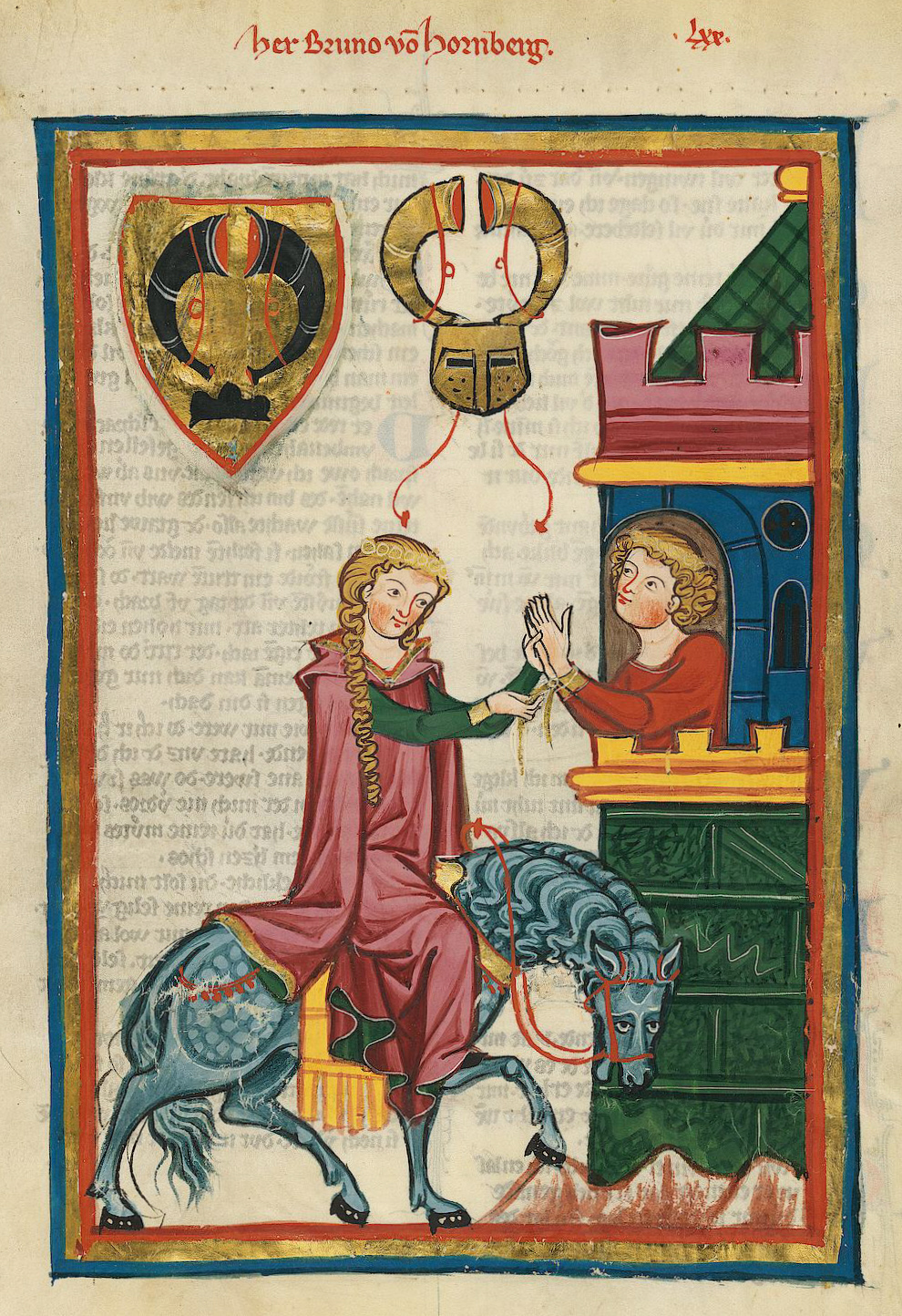

Unter dem Namen Brunos von Hornberg sind im Codex Manesse vier Lieder mit insgesamt 16 Strophen überliefert. Welcher historischen Person die Lieder zuzuschreiben sind, ist umstritten, da zwei Brunos aus dem Adelsgeschlecht der Freiherren von Hornberg zwischen 1290 und 1320 in Frage kommen.

## Werk
Im Codex Manesse sind eine Minneklage, zwei Minnereflexionen und ein Tagelied Brunos überliefert.

## Editionen
- Bruno von Hornberg. In: Deutsche Liederdichter des 13. Jahrhunderts. Hrsg. von Carl von Kraus. Bd. 1., 2. Aufl. Tübingen 1978, S. 22–25.
- Friedrich Heinrich von der Hagen: Minnesinger. Leipzig 1938